# Rellik
Rellik (Killer baklänges) är en brittisk kriminaldramaserie som hade premiär på BBC One den 11 september 2017. Serien som är skapad av Harry Williams och Jack Williams består av sex avsnitt om vardera en timme.

## Handling
Serien handlar om polisen Gabriel Markham och hans team i jakten på en seriemördare. Serien börjar i slutet på jakten då en huvudmisstänkt grips och rör sig sedan baklänges genom en serie hemska mord och en gradvis avslöjad sanning.

## Rollista (i urval)
- Richard Dormer - Gabriel Markham
- Jodi Balfour - Elaine Shepard
- Paterson Joseph - Isaac Taylor
- Lærke Winther - Lisa Markham
- Shannon Tarbet - Hannah Markham
- Paul Rhys - Patrick Barker
- Michael Shaeffer - Steven Mills
- Rosalind Eleazar - Christine Levison
- Georgina Rich - Beth Mills
- Ray Stevenson - Edward Benton
- Clare Holman - Rebecca Barker
- Clive Russell - Henry Parides
- Kieran Bew - Mike Sutherland
- Tanya Reynolds - Sally